# Lost on an Island of Adventure
Lost on an island of adventure is het zevende muziekalbum van de Britse Create. Steve Humphries was een tijdje aan huis gebonden en zat televisie te kijken, toen hem de serie Lost opviel. Hij kwam er niet meer los van en heeft dit album (tracks 1-6) gemaakt met als basis de televisieserie. De laatste compositie, opgenomen in november 2007, is een losstaande; een werkje ter nagedachtenis aan zijn onlangs overleden grootvader.

## Musici
- Create: toetsinstrumenten

## Composities
Allen van Create:
1. Just above the surface (17:28)
2. Out of the bounds (9:45)
3. Follow the shoreline (11:28)
4. Run for cover (5:52)
5. This island life (8:47)
6. Paradise (12:28)
7. Heaven waits (for grandad) (4:52)